# بيتر كاتس
بيتر كاتس هو مغني وموسيقي وكاتب أغاني كندي، ولد في 26 ديسمبر 1981 في مونتريال في كندا.

## وصلات خارجية
- الموقع الرسمي
- بيتر كاتس على موقع IMDb (الإنجليزية)
- بيتر كاتس على موقع ميوزك برينز (الإنجليزية)
- بيتر كاتس على موقع أول ميوزيك (الإنجليزية)
- بيتر كاتس على موقع ديسكوغز (الإنجليزية)